# Žabie plesá Mengusovské

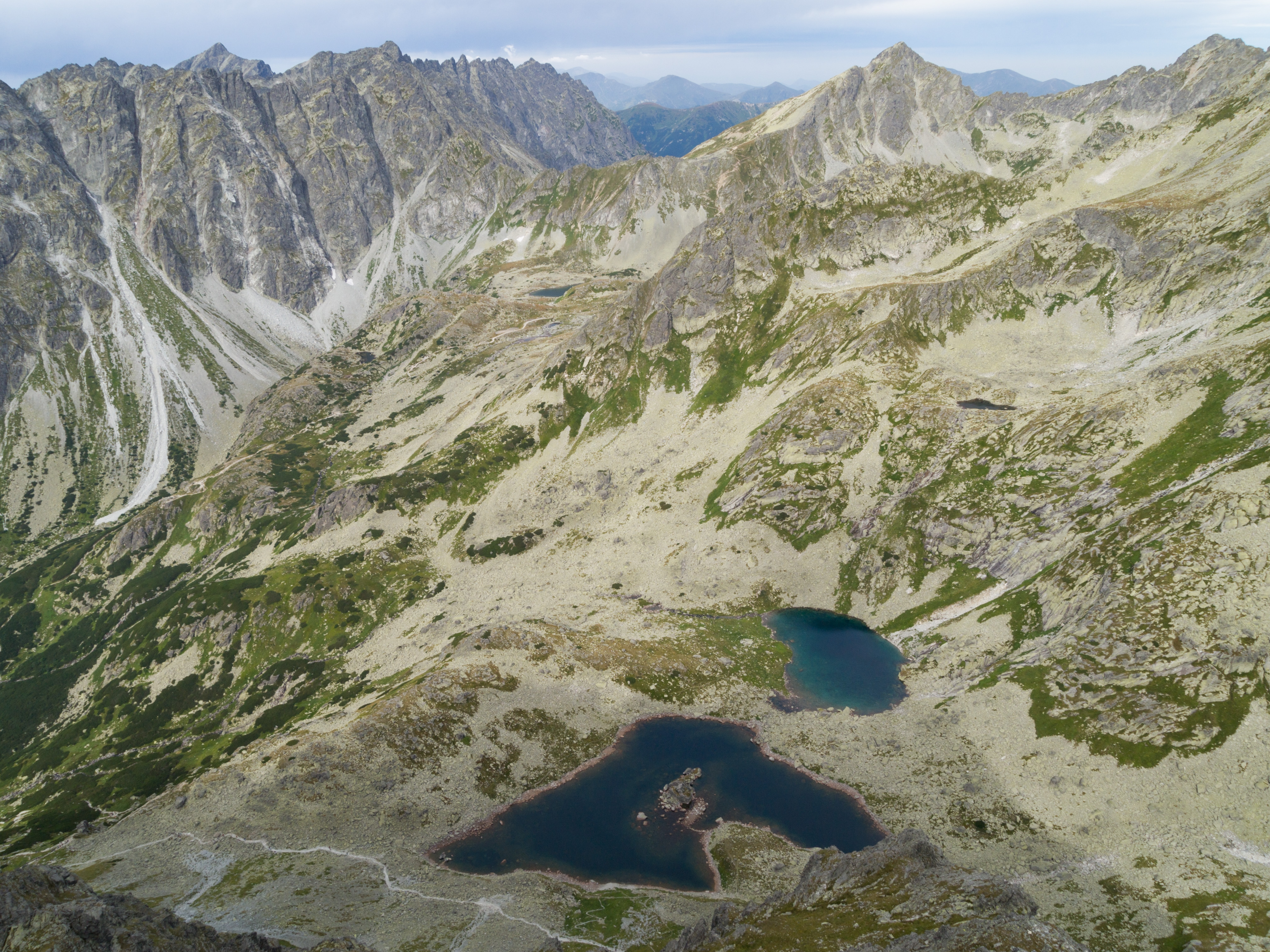
zezdola Veľké, Malé (vlevo od něj na potoce Predné) a Vyšné

Žabie plesá Mengusovské (polsky Żabie Stawy Mięguszowieckie, německy Mengsdorfer Froschseen, maďarsky Menguszfalvi Békás-tavak) je označení čtyř ledovcových jezer nacházejících se ve Vysokých Tatrách v Kotlině Žabích ples na konci Mengusovské doliny v nadmořské výši 1919–2045 m. V Malém Žabím plese Mengusovském pramení Žabí potok, který následně protéká malinkým Predným Žabím plesem Mengusovským a na dně Mengusovské doliny ústí zleva do Hincova potoka. Pojmenování pochází od skály, která tvoří ostrůvek na Veľkém Žabím plese Mengusovském a tvarem připomíná žábu.

## Plesa
| jezero                         | polsky                          | rozloha (ha) | délka (m) | šířka (m) | m.hl. (m) | objem (m³) | n.v. (m) | Poloha                           |
| ------------------------------ | ------------------------------- | ------------ | --------- | --------- | --------- | ---------- | -------- | -------------------------------- |
| Veľké Žabie pleso Mengusovské  | Wielki Żabi Staw Mięguszowiecki | 2,6480       | 287       | 170       | 7,0       | 73 295     | 1 921    | 49°10′19″ s. š., 20°04′37″ v. d. |
| Malé Žabie pleso Mengusovské   | Mały Żabi Staw Mięguszowiecki   | 1,2060       | 160       | 105       | 12,6      | 45 696     | 1 919    | 49°10′25″ s. š., 20°04′31″ v. d. |
| Vyšné Žabie pleso Mengusovské  | Wyżni Żabi Staw Mięguszowiecki  | 0,1710       | 75        | 40        | 1,5       | 1 025      | 2 046    | 49°10′31″ s. š., 20°04′23″ v. d. |
| Predné Žabie pleso Mengusovské | —                               | 0,0153       | 18        | 10        | —         | —          | 1 919    | 49°10′21″ s. š., 20°04′25″ v. d. |